# الجبهة الشمالية (الإمبراطورية الروسية)

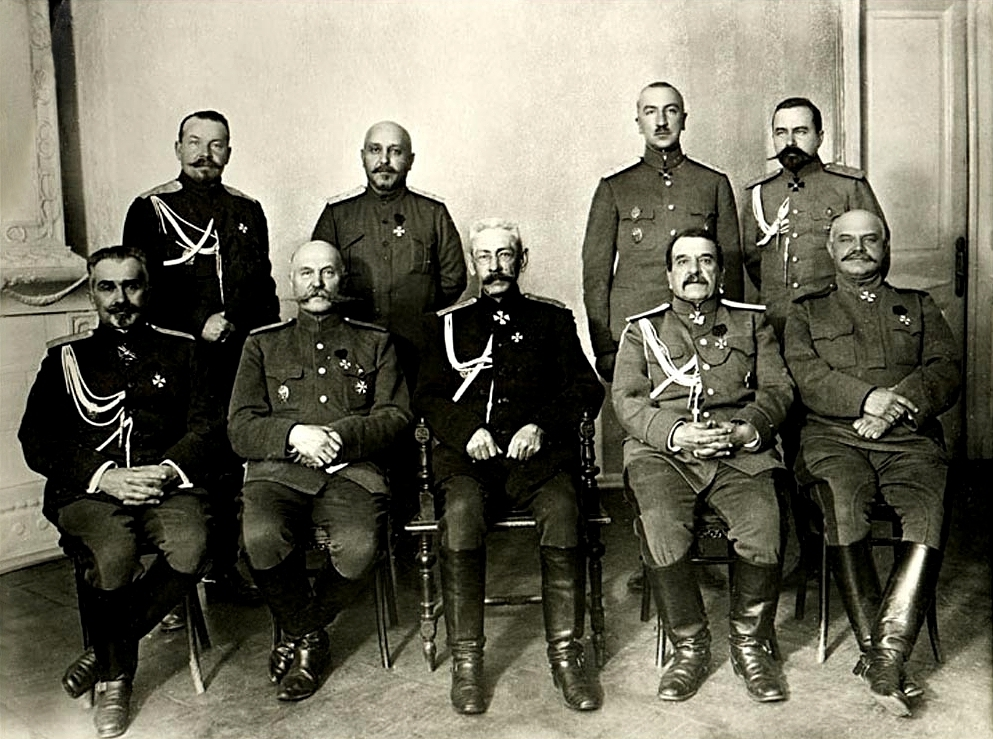

الجبهة الشمالية (الروسية: Северный фронт) كانت وحدة كبيرة من الجيش الإمبراطوري الروسي خلال الحرب العالمية الأولى.

## التركيب
- الجيش الأول (نيسان / أبريل 1916—يوليو 1917 سبتمبر 1917—أوائل 1918)
- الجيش الخامس (آب / أغسطس 1915—أوائل 1918)
- الجيش السادس (آب / أغسطس 1915—ديسمبر 1916)
- الجيش الثاني عشر (آب / أغسطس 1915—أوائل 1918)

## قادة الجبهة الشمالية
- 18.08.1915-06.12.1915—جنرال المشاة نيكولاي روزسكي
- 06.12.1915-06.02.1916—جنرال المشاة بافل بليهف
- 06.02.1916-22.07.1916—جنرال المشاة ألكسي كوروباتكين
- 01.08.1916-25.04.1917—جنرال المشاة نيكولاي روزسكي
- 29.04.1917-01.06.1917—جنرال الفرسان ابراهام دراغوميروف
- 01.06.1917-29.08.1917—جنرال المشاة فلاديسلاف نابوليوفيتش كليمبوفسكي
- 29.08.1917-09.09.1917—اللواء ميخائيل بونش-بروفيتش
- 09.09.1917-14.11.1917—جنرال المشاة فلاديمير اندريفتش شيريميس